# Ernst Gustaf Palmén

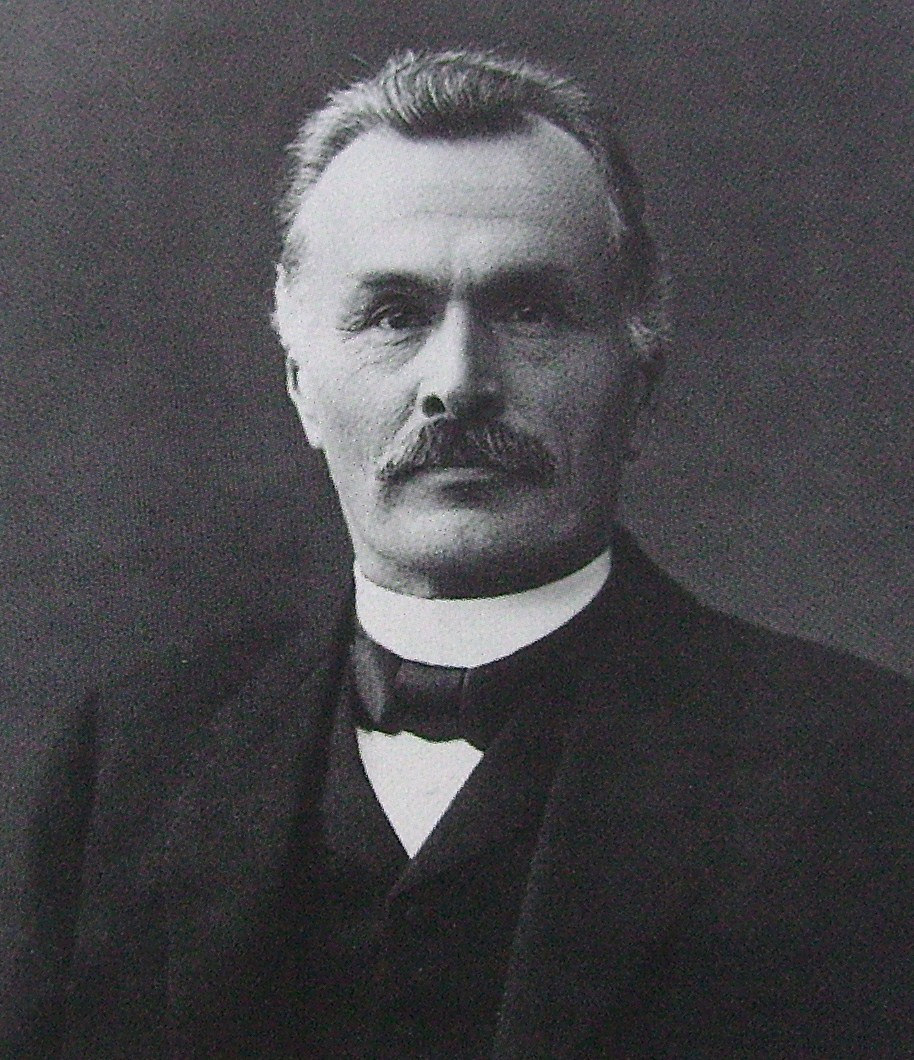
E.G. Palmén

Ernst Gustaf Palmén, född 26 november 1849 i Helsingfors, död där 3 december 1919, var en finländsk friherre och historiker. Han var son till Johan Philip Palmén, bror till Evert Palmén och halvbror till Johan Axel Palmén.
Palmén blev student vid Kejserliga Alexanders Universitetet i Finland i Helsingfors 1866, filosofie magister 1873 och filosofie licentiat 1876, sedan han försvarat avhandlingen Historisk framställning av den svensk-finska handelslagstiftningen från Gustaf Vasas tid till 1766 (1876). Han promoverades till filosofie doktor 1877, utnämndes samma år till docent i nordisk historia och statskunskap vid Helsingfors universitet, förordnades flera gånger att bestrida professuren i finsk, rysk och nordisk historia samt var 1884–1911 professor i nämnda vetenskaper, sedan han utgivit avhandlingen Sten Stures strid med konung Hans. Kritisk öfversigt (1883). 
Palmén utgav Suomalaisen kirjallisuuden seuran viisikymmeren vuotinen toimi ynnä suomalaisuuden edistys 1831–81 (Finska litteratursällskapets femtioåriga verksamhet jämte finskhetens framsteg 1831–81; införd i "Suomi", även utgiven i fransk översättning på Finska litteratursällskapets förlag) samt Anders Chydenius politiska skrifter med biografisk inledning (1877–80). Han meddelade bidrag till "Nordisk familjebok", "Biografinen Nimikirja", "Historiallinen arkisto", "Atlas öfver Finland" (texten) och det finska konversationslexikonet "Tietosanakirja". Han var 1888–91 ansvarig utgivare av tidskriften "Valvoja". 
Under en lång följd av år var Palmén ledamot i Arkeologiska kommissionen (dess ordförande 1902–11). Han var under lantdagarna 1877–78, 1882 och 1885 medlem av ridderskapet och adeln, där han hörde till den fennomanska minoriteten, men 1888 bereddes honom genom universitetets valmän och från 1897 av Kuopio stifts skollärare plats i prästeståndet, till vars verksammaste medlemmar han hörde under alla de följande ståndsmötena. Även tillhörde han de två första enkammarlantdagarna, vid vilka han var andre vicetalman. Bland utskott, i vilka han satt, kan nämnas järnvägs-, bevillnings- och statsutskotten. Han blev bankfullmäktigsuppleant, bankfullmäktig och slutligen bankfullmäktiges ordförande. År 1897 blev han medlem och sekreterare samt slutligen ordförande i kommittén för framtida järnvägsbyggnader. Han deltog i grundläggningen och ledningen av flera av det fennomanska partiet upprätthållna bildnings- och affärsföretag. 
Palmén var en flitig medarbetare i tidskrifter och tidningar, "Kirjallinen Kuukauslehti", "Morgonbladet", "Finland", "Kyläkirjaston kuvalehti" och "Göteborgs Handels- och Sjöfartstidning" samt författade därjämte ett antal politiska broschyrer. Vanligen skrev han på finska, men vid tillfälle på svenska, till exempel då han polemiserade i språkfrågan mot de svensksinnade, bland vilkas mest stridbara motståndare han räknades. I finskspråkiga publikationer meddelade han ett stort antal populära uppsatser av historiskt innehåll. Åren 1907–12 utgav han jämte andra det som läsning för var dag under året uppställda verket "Oma maa" (Eget land), i sex band, innehållande artiklar i finska ämnen, bland dem många författade av honom själv. Ett självbiografiskt utkast ingår i "Från brytningstider" (1913).